# Golf Citrus
Le golf Citrus (arabe : غولف سيتروس) est un terrain de golf de 45 trous situé dans la zone touristique de Hammamet en Tunisie. 
Il accueille les championnats d'Afrique de cross-country 2024.